# William Davison
William Davison, född cirka 1541, död 21 december 1608, var statssekreterare år Elisabet I av England. 
Davison var av  skotsk härkomst, och år 1566 medföljde ha som sekreterare Henry Killigrew (död 1603) när denne sändes till Skottland av drottning Elisabet med uppdraget att vara Elisabets talesman hos Maria Stuart. Efter att ha stannat i SKottland i tio år, fortsatte Davison till Nederländerna på ännu ett diplomatiskt uppdrag. Han återvände därifrån till England år 1586 för att inför drottningen försvara sin vän Robert Dudley för dennes överilade beteende då han mot drottningens önskan accepterat det nederländska parlamentets utnämnande av honom till Lord Guvernor av Nederländerna.
Samma år, 1586, utsågs Davison till parlamentsledamot för valkretsen Knaresborough, drottningen utsåg honom även till medlem av hennes Privy council, samt till assistent åt sin sekreterare sir Francis Walsingham. Av källorna framgår dock att Davison snart snarare blev Walsinghams kollega än hans underlydande. 
Davison ingick i den domstol som utsågs att pröva Maria Stuart när hon stod åtalad för högförräderi, även om han inte aktivt deltog i rättegångsförhandlingarna. När domen över Maria föll, var det Davison som anförtroddes det svåra uppdraget att få drottningen att underteckna dödsdomen. Efter mycket tvekan och flera uppskov skrev drottningen till sist under domen, och återlämnade den till Davison. Vid detta tillfälle, liksom vid flera efterföljande samtal med Davison, lät Elisabet förstå att hon egentligen skulle föredra om Maria Stuart kunde bringas om livet på ett mindre iögonenfallande sätt, och hennes sätt att tala om frågan visade tydligt att hon var ovillig att själv fatta det avgörande beslutet och inte minst att efteråt vara ansvarig för det. Under tiden beslutade sig drottningens Privy council, efter att ha sammankallats av William Cecil, lord Burghley, för att inte invänta ytterligare möjligheter för Elisabet att ändra sig, utan så fort dödsdomen var underskriven lät man avrättningen av Maria Stuart äga rum. Maria, skottarnas drottning, halshöggs den 8 februari 1587.

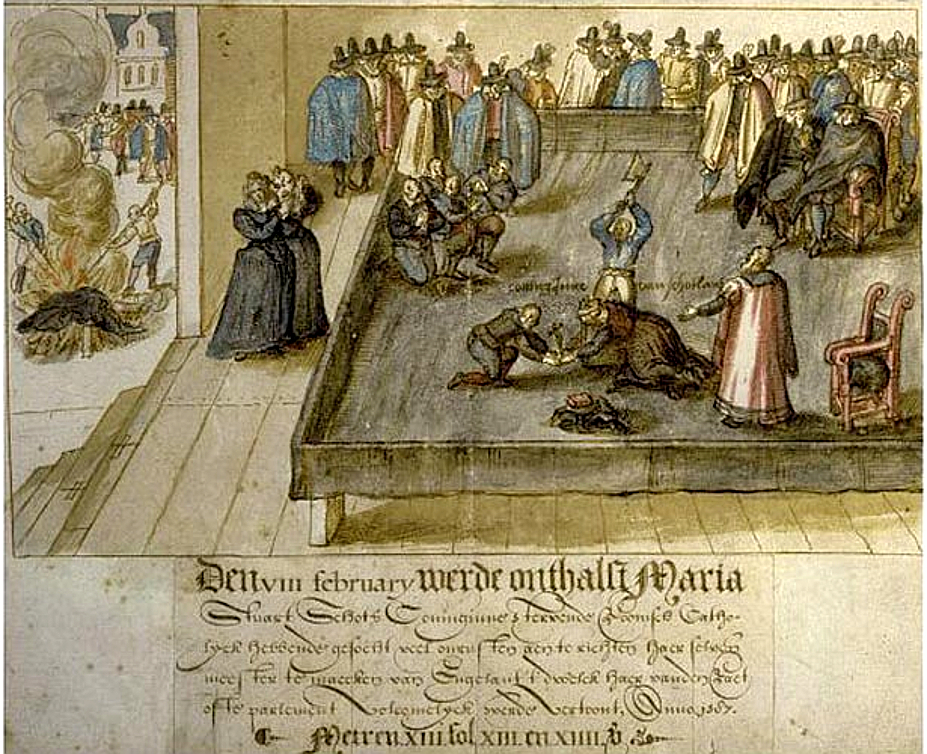
Maria Stuarts avrättning, som kom att få avgörande betydelse för William Davison.

När nyheten om avrättningen nådde drottning Elisabet blev hon mycket arg, och hennes vrede riktades främst mot Davison. Hon hävdade bestämt att denne överskridit sina befogenheter, och visat olydnad, då hon aldrig givit instruktioner om att den undertecknade dödsdomen skulle vidarebefordras till rådet, och därmed heller inte till Fotheringay. Davison arresterades och sattes i Towern. Davison försvarade sig modigt mot dessa anklagelser, men han nämnde aldrig att drottningen uttalat en önskan om att få Maria Stuart lönnmördad. Detta faktum har istället framkommit senare, då Elisabet upprepade förfrågan i ett brev hon befallde Davison att skriva till Maria Stuarts sista fångvaktare, sir Amyas Paulet. Davison ställdes inför rätta, åtalad för olydnad och elakt uppsåt. Han friades från anklagelsen om elakt uppsåt, men fälldes för olydnad att betala böter på 10,000 mark, och att återbördas till fängelse på obestämd tid, alltefter drottningens önskemål. Tack vare att flera framstående män bad om nåd å hans vägnar, däribland William Cecil, frigavs Davison år 1589. Drottningen vägrade dock att återta honom i sin tjänst, och han drog sig tillbaka till sitt residens i Stepney. Här avled han i december 1608. 
Davison förefaller ha varit en företagsam och uppriktig man, som utan tvekan blev syndabock när drottning Elisabet ville skjuta ifrån sig skulden för Maria Stuarts död. Davison hade sex barn med sin hustru Catherine Spelman, fyra söner och två döttrar. Två av hans söner, Francis och Walter, kom att göra sig namn som framstående poeter. 
Många statsdokument, och ett stort antal brev, skrivna av Davison ingår i manuskriptsamlingar och sammanställningar av dokument som beskriver den elisabetanska politiken. 
Davison är en viktig karaktär i dramat Maria Stuart av Friedrich Schiller.